# Морская пехота Португалии
Морская пехота Португалии, в Португалии называемая просто Корпусом фузилёров (порт. Corpo de Fuzileiros) является войсками особого назначения в составе ВМС Португалии. Численно насчитывает полк и привлекается для проведения амфибийных операций, ведения прибрежной разведки, а также для участия в миротворческих операциях. В составе морской пехоты Португалии также имеется подразделение специального назначения.

## Организационная структура
- Португальские морские пехотинцы (Fuzileiros) и водолазы ВМС отрабатывают навыки и тактику в Литве. На этих кадрах они демонстрируют десантные операции на реке в Литве с использованием разведывательной группы, за которой следует десантно-штурмовая группа. Июнь 2021 года.
- В видеоматериале показаны все элементы экипировки боевого пловца, которую морской пехотинец носит во время операций, а также интервью на португальском языке с описанием предметов.

Командование Корпуса морской пехоты (порт. Comando do Corpo de Fuzileiros)
- 1-й батальон морской пехоты (Batalhão de Fuzileiros nº1)
- 2-й батальон морской пехоты (Batalhão de Fuzileiros nº2)
- Рота огневой поддержки (Companhia de Apoio de Fogos)
- Рота тактической транспортной поддержки (Companhia de Apoio de Transporte Tácticos)
- Подразделение десантных средств (Unidade de Meios de Desembarque)
- Подразделение военно-морской полиции (Unidade de Polícia Naval)
- Отряд специального назначения (Destacamento de Acções Especiais)
- База морской пехоты (Base de Fuzileiros)
- Школа морской пехоты (Escola de Fuzileiros)

## Военная символика

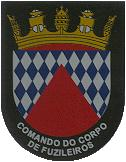
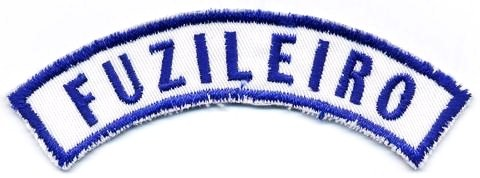
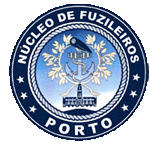

## Знаки различия

### Адмиралы и офицеры
| Категории               | Адмиралы     | Адмиралы      | Адмиралы | Старшие офицеры    | Старшие офицеры    | Старшие офицеры    | Младшие офицеры   | Младшие офицеры   | Младшие офицеры |
| ----------------------- | ------------ | ------------- | -------- | ------------------ | ------------------ | ------------------ | ----------------- | ----------------- | --------------- |
|                         | 30px         | 30px          | 30px     | 30px               | 30px               | 30px               | 30px              | 30px              | 30px            |
| Португальское звание    | '            | '             | '        | '                  | '                  | '                  | '                 | '                 | '               |
| Российское соответствие | Вице-адмирал | Контр-адмирал | нет      | Капитан 1-го ранга | Капитан 2-го ранга | Капитан 3-го ранга | Капитан-лейтенант | Старший лейтенант | Лейтенант       |

### Сержанты и матросы
| Категории               | Подофицеры     | Подофицеры | Подофицеры | Сержанты и старшины          | Сержанты и старшины | Сержанты и старшины | Сержанты и старшины | Матросы        | Матросы |
| ----------------------- | -------------- | ---------- | ---------- | ---------------------------- | ------------------- | ------------------- | ------------------- | -------------- | ------- |
|                         | 30px           | 30px       | 30px       | 30px                         | 30px                | 30px                | 30px                | 30px           | 30px    |
| Португальское звание    | '              | '          | '          | '                            | '                   | '                   | '                   | '              | '       |
| Российское соответствие | Старший мичман | Мичман     | нет        | Главный корабельный старшина | Главный старшина    | Старшина 1-й статьи | Старшина 2-й статьи | Старший матрос | Матрос  |

### Знаки на головные уборы

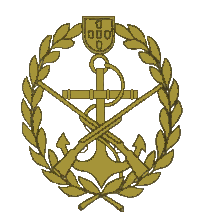
Знак на берет